# Pittodrie Stadium
Le Pittodrie Stadium est un stade de football construit en 1899 et situé à Aberdeen qui accueille les matches à domicile de l'Aberdeen Football Club.

## Histoire
Il accueille depuis le 18 avril 1903 les matchs à domicile de l'Aberdeen, club de première division écossaise. Auparavant, depuis le 2 septembre 1899, il accueillait déjà les matches d'une équipe de football d'Aberdeen, appelée elle aussi Aberdeen FC (en), qui a fusionné le 18 avril 1903 avec deux autres clubs d'Aberdeen, le Victoria United (en) et l'Orion FC, pour former l'entité connue depuis sous le nom d'Aberdeen FC.
Loué donc par le club original d'Aberdeen FC (en) à un certain M. Knight Erskine, le terrain était jusqu'alors utilisé comme pâture pour les chevaux de la police de la ville. Le 2 septembre 1899, il accueille son premier match de football, pour une victoire du club local 7-1 contre Dumbarton. 
Le premier match disputé par le nouvel Aberdeen FC se déroule le 15 août 1903 pour un match nul 1-1 contre Stenhousemuir devant 8 000 spectateurs.
Le club qui jusqu'alors loue le terrain l'achete avec un dernier paiement effectué le 1er décembre 1920. En 1925, la tribune principale qui, en plus des places pour les spectateurs, comprend aussi les bureaux du club, les vestiaires et la salle des trophées, est construite. Dans les années 1920, le stade est l'objet d'une première mondiale avec la construction du premier banc de touche (en) au monde, à la demande de l'entraîneur de l'époque, Donald Coleman, qui tenait à être le plus proche du terrain possible tout en étant abrité.
L'éclairage (en) est installé en 1959 et le premier match en nocturne a lieu le 21 octobre 1959 pour une rencontre amicale contre les Anglais de Luton Town (victoire 3-2 d'Aberdeen). Le 1er août 1968, la tribune principale est aménagée pour ne disposer que de places assises et le nom du stade est officiellement changé de Pittodrie Park en Pittodrie Stadium. Le 6 février 1971, un incendie a détruit une partie de la tribune principale et des installations qu'elle comporte ; lors de leur intervention, les pompiers ont dû récupérer le trophée de la Coupe d'Écosse alors détenu par Aberdeen et exposé dans la salle des trophées, en proie aux flammes. 
En 1978, le Pittodrie Stadium devient le deuxième stade de toute la Grande-Bretagne à n'avoir que des places assises (deux ans après le Holm Park de Clydebank). En 1980, la tribune sud est pratiquement intégralement couverte et l'année suivante les bancs pour les spectateurs sont remplacés par des places individuelles.
Le match le plus mémorable à s'être déroulé au Pittodrie est généralement le quart de finale de la Coupe des Coupes 1982-83, le 16 mars 1983, lorsque Aberdeen battit le Bayern Munich 3-2 après avoir été mené 1-2 et avoir fait 0-0 au match aller. Quelques semaines plus tard, Aberdeen remportait la compétition en battant le Real Madrid en finale.
24 loges sont installées dans la tribune principale et la tribune Merkland Road End est couverte en 1985 et un système de chauffage de la pelouse en 1987. Le 1er août 1993, une nouvelle tribune, nommée d'après Richard Donald (en), un dirigeant du club, est ouverte à la place de l'ancienne tribune Beach End, à l'occasion d'un match nul contre Clydebank, une cérémonie d'inauguration officielle par la Princesse Anne s'est tenue plus tardivement dans l'année.
Le stade a accueilli l'équipe d'Inverness Caledonian Thistle au début de la saison 2004-05 car leur stade, le Caledonian Stadium n'était pas aux normes de la Scottish Football League pour la Premier League. Il a aussi déjà accueilli treize matches de l'équipe nationale écossaise ainsi que quatre matches internationaux de rugby à XV et peut également être utilisé pour des concerts (notamment d'Elton John et de Rod Stewart).

### Matches internationaux

#### Football
Au cours de son histoire, il accueillit plusieurs rencontres internationales impliquant l'équipe d'Écosse.
| 3 février 1900 | Écosse                                                | 5 – 2 | Pays de Galles           |                                                                                        |                                                                                        |
|                | Bell 2e · D. Wilson 7e 35e · Hamilton 37e · Smith 60e |       | T.D. Parry · W.T. Butler | British Home Championship Spectateurs : 12 500 Arbitrage : C.E. Sutcliffe (Angleterre) | British Home Championship Spectateurs : 12 500 Arbitrage : C.E. Sutcliffe (Angleterre) |

| 12 février 1921 | Écosse         | 2 – 1 | Pays de Galles |                                                                                  |                                                                                  |
|                 | Wilson 11e 46e |       | D.J. Collier   | British Home Championship Spectateurs : 20 824 Arbitrage : J. Mason (Angleterre) | British Home Championship Spectateurs : 20 824 Arbitrage : J. Mason (Angleterre) |

| 21 novembre 1935 | Écosse                           | 3 – 2 | Pays de Galles                    |                                                                                  |                                                                                  |
|                  | Duncan 23e · C.E. Napier 46e 85e |       | C. Phillips 72e · D.J. Astley 88e | British Home Championship Spectateurs : 26 334 Arbitrage : S. Thompson (Irlande) | British Home Championship Spectateurs : 26 334 Arbitrage : S. Thompson (Irlande) |

| 10 novembre 1937 | Écosse    | 1 – 1 | Irlande    |                                                                                     |                                                                                     |
|                  | Smith 48e |       | P. Doherty | British Home Championship Spectateurs : 21 878 Arbitrage : A.J. Jewell (Angleterre) | British Home Championship Spectateurs : 21 878 Arbitrage : A.J. Jewell (Angleterre) |

| 10 novembre 1971 | Écosse    | 1 – 0 | Belgique |                                                                        |                                                                        |
|                  | O'Hare 5e |       |          | Éliminatoires Euro 1972 Spectateurs : 36 500 Arbitrage : E. J. Bostrom | Éliminatoires Euro 1972 Spectateurs : 36 500 Arbitrage : E. J. Bostrom |

| 16 mai 1990 | Écosse      | 1 – 3 | Égypte                               |                                                                  |                                                                  |
|             | McCoist 73e |       | Youssef 15e · Hassan 28e · Hamid 83e | match amical Spectateurs : 23 000 Arbitrage : Pedersen (Norvège) | match amical Spectateurs : 23 000 Arbitrage : Pedersen (Norvège) |

| 2 juin 1993 | Écosse                             | 3 – 1 | Estonie    |                                                                                           |                                                                                           |
|             | McClair 16e · Nevin 27e 72e (pen.) |       | Bragin 57e | Éliminatoires Coupe du monde 1994 Spectateurs : 14 307 Arbitrage : A. Ouzounov (Bulgarie) | Éliminatoires Coupe du monde 1994 Spectateurs : 14 307 Arbitrage : A. Ouzounov (Bulgarie) |

| 8 septembre 1993 | Écosse      | 1 – 1 | Suisse           |                                                                                     |                                                                                     |
|                  | Collins 50e |       | Bregy 69e (pen.) | Éliminatoires Coupe du monde 1994 Spectateurs : 15 000 Arbitrage : Quiniou (France) | Éliminatoires Coupe du monde 1994 Spectateurs : 15 000 Arbitrage : Quiniou (France) |

| 7 septembre 1997 | Écosse                            | 4 – 1 | Biélorussie             |                                                                                            |                                                                                            |
|                  | Gallacher 7e 58e · Hopkin 54e 88e |       | Kachura (en) 74e (pen.) | Éliminatoires Coupe du monde 1998 Spectateurs : 20 160 Arbitrage : van der Ende (Pays-Bas) | Éliminatoires Coupe du monde 1998 Spectateurs : 20 160 Arbitrage : van der Ende (Pays-Bas) |

| 14 octobre 1998 | Écosse                 | 2 – 1 | Îles Féroé          |                                                                             |                                                                             |
|                 | Dodds 21e · Burley 45e |       | Petersen 86e (pen.) | Éliminatoires Euro 2000 Spectateurs : 18 517 Arbitrage : Kapitanis (Chypre) | Éliminatoires Euro 2000 Spectateurs : 18 517 Arbitrage : Kapitanis (Chypre) |

| 17 avril 2002 | Écosse    | 1 – 2 | Nigeria          |                                                                |                                                                |
| 17:45         | Dailly 7e |       | Aghahowa 40e 69e | match amical Spectateurs : 20 465 Arbitrage : Øvrebø (Norvège) | match amical Spectateurs : 20 465 Arbitrage : Øvrebø (Norvège) |
| 17:45         | Rapport   |       |                  | match amical Spectateurs : 20 465 Arbitrage : Øvrebø (Norvège) | match amical Spectateurs : 20 465 Arbitrage : Øvrebø (Norvège) |

| 22 août 2007 | Écosse   | 1 – 0 | Afrique du Sud |                                                                     |                                                                     |
| 20:00        | Boyd 71e |       |                | match amical Spectateurs : 13 723 Arbitrage : Atkinson (Angleterre) | match amical Spectateurs : 13 723 Arbitrage : Atkinson (Angleterre) |
| 20:00        | Rapport  |       |                | match amical Spectateurs : 13 723 Arbitrage : Atkinson (Angleterre) | match amical Spectateurs : 13 723 Arbitrage : Atkinson (Angleterre) |

| 16 novembre 2010 | Écosse                                | 3 – 0 | Îles Féroé |                                                                        |                                                                        |
| 20:00            | Wilson 24e · Commons 31e · Mackie 45e |       |            | match amical Spectateurs : 15 064 Arbitrage : P. van Boekel (Pays-Bas) | match amical Spectateurs : 15 064 Arbitrage : P. van Boekel (Pays-Bas) |
| 20:00            | Rapport                               |       |            | match amical Spectateurs : 15 064 Arbitrage : P. van Boekel (Pays-Bas) | match amical Spectateurs : 15 064 Arbitrage : P. van Boekel (Pays-Bas) |

| 6 février 2013 | Écosse      | 1 - 0 | Estonie |                                                               |                                                               |
| 19:45          | Mulgrew 39e |       |         | match amical Spectateurs : 16 102 Arbitrage : Turpin (France) | match amical Spectateurs : 16 102 Arbitrage : Turpin (France) |
| 19:45          | Rapport     |       |         | match amical Spectateurs : 16 102 Arbitrage : Turpin (France) | match amical Spectateurs : 16 102 Arbitrage : Turpin (France) |

#### Rugby
| Date             | Nation | Score   | Nation     | Vainqueur |
| ---------------- | ------ | ------- | ---------- | --------- |
| 24 mai 2005      | Écosse | 38 – 9  | Barbarians | Écosse    |
| 22 novembre 2008 | Écosse | 41 – 0  | Canada     | Écosse    |
| 27 novembre 2010 | Écosse | 19 – 16 | Samoa      | Écosse    |
| 24 novembre 2012 | Écosse | 15 – 21 | Tonga      | Tonga     |

## Infrastructures et équipements
D'une capacité de 20 961 places toutes assises, il s'agit du quatrième plus grand stade de football d'Écosse derrière Celtic Park, Hampden Park et Ibrox Park (ou du cinquième si on considère Murrayfield Stadium comme un stade de football).
Le stade a la particularité de n'être situé qu'à 500 mètres de la mer du Nord, n'en étant séparé que par un parcours de golf, ce qui fait que le stade est réputé comme être l'un des plus froids de Grande-Bretagne.
Le côté latéral nord du terrain abrite la tribune principale où se trouvent aussi des loges VIP (en), les bureaux, les vestiaires, la boutique du club, la salle des trophées ainsi que différents locaux techniques. 
La tribune Richard Donald (couramment appelée RDS par les supporteurs) est située derrière les buts, sur le côté Est. Terminée en 1993, elle compte 6 000 places. C'est une tribune de type cantilever qui a coûté 4,5 millions de £ et qui a été construite par Stewart Milne Group, la compagnie de construction détenue par le président du club. 
La tribune Merkland est située à l'opposé, derrière les buts, côté Ouest. Elle tire son nom de la rue qui passe juste derrière elle, mais les supporteurs la surnomment parfois le Paddock. Cette tribune accueille généralement les supporteurs qui viennent en famille, proposant des tarifs réduits pour les enfants et pour les familles. Des places adaptées aux personnes handicapées se trouvent aussi dans cette tribune. Le mur d'enceinte où se fait l'entrée de la tribune est fait de granit, pierre très présente dans les constructions d'Aberdeen.
Tirant son nom de sa position géographique, la tribune Sud fait face à la tribune principale sur le côté du terrain. La partie la plus à l'est de la tribune est réservée pour les supporteurs des équipes visiteuses. On y trouve aussi les tribunes réservées pour les journalistes.

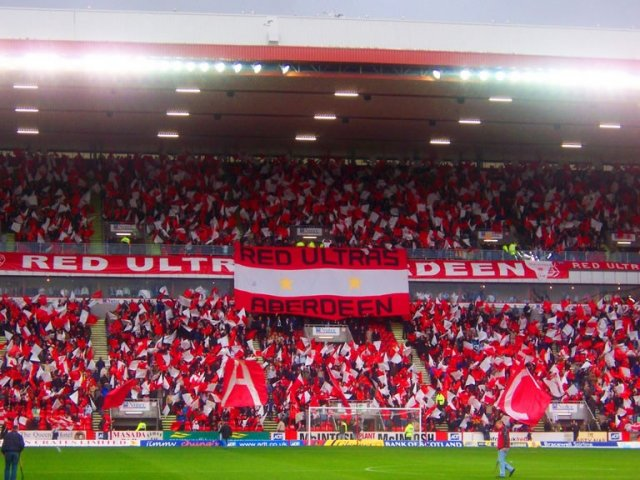
La tribune Richard Donald.
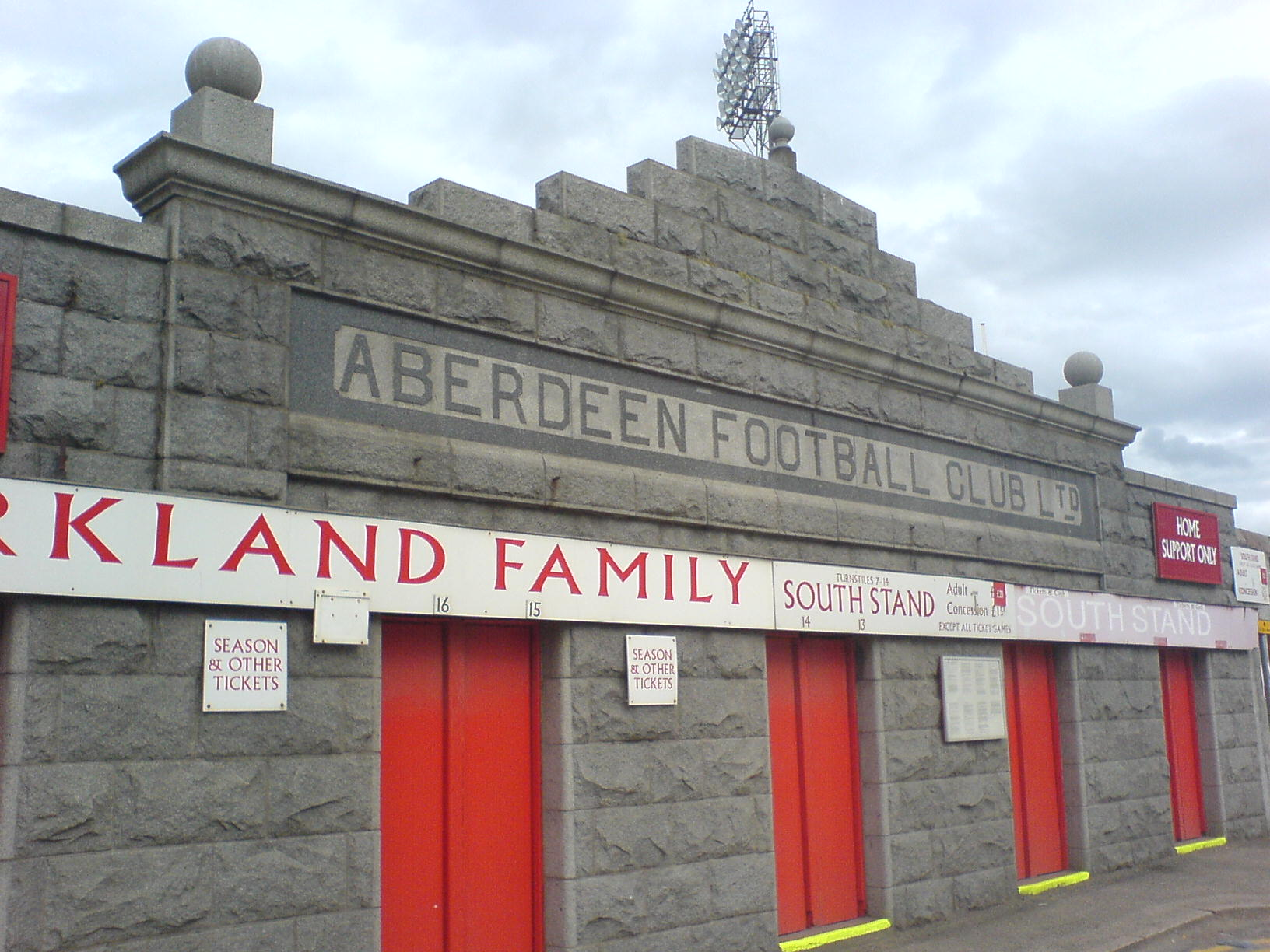
L'entrée en granit de la tribune Merkland.
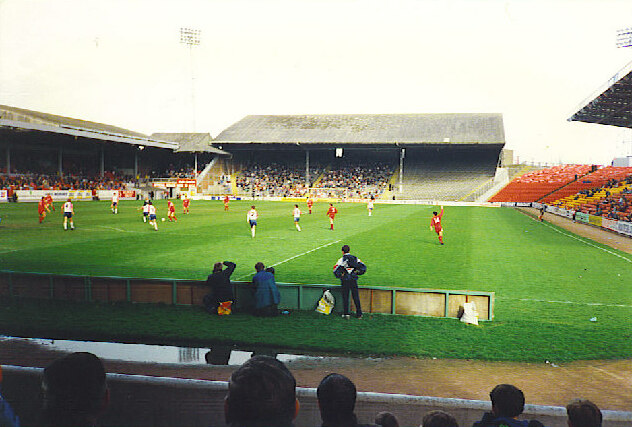
L'ancienne tribune Beach End, remplacée par la tribune Richard Donald.

## Affluence
Le record d'affluence est établi le 3 mars 1954 lors d'un match de Coupe d'Écosse entre Aberdeen et Heart of Midlothian, avec 45 061 spectateurs.
Depuis, la capacité a été réduite à 20 961 places toutes assises.
Les affluences moyennes des dernières saisons sont  :
- 2017-2018 : 15 772 (Premiership)
- 2016-2017 : 14 058 (Premiership)
- 2015-2016 : 13 094 (Premiership)
- 2014-2015 : 13 359 (Premiership)
- 2013-2014 : 12 918 (Premier League)
- 2012-2013 : 9 611 (Premier League)

## Transport
La gare la plus proche est la gare d'Aberdeen et se trouve à 25-30 minutes à pied. Le stade est rapidement accessible depuis l'A96 (en) ou l'A90 (en).